# San Gennaro Vesuviano
San Gennaro Vesuviano é uma comuna italiana da região da Campania, província de Nápoles, com cerca de 10.100 habitantes. Estende-se por uma área de 6,97 km², tendo uma densidade populacional de 1683 hab/km². Faz fronteira com Nola, Ottaviano, Palma Campania, San Giuseppe Vesuviano.

## Demografia
| Variação demográfica do município entre 1861 e 2011                               |
|                                                                                   |
| Fonte: Istituto Nazionale di Statistica (ISTAT) - Elaboração gráfica da Wikipedia |